# Terra bola de neve
A Terra bola de neve é uma hipótese que sugere que a Terra esteve completamente coberta de gelo durante o período Criogeniano, entre 790 a 635 milhões de anos atrás. O gelo, que se acumulou durante vários milhares de anos, derreteu-se em não mais que 1 milhão de anos. Foi desenvolvida de modo a explicar os depósitos sedimentares, normalmente considerados de origem glaciar a latitudes aparentemente tropicais na época, bem como outras características enigmáticas do registo geológico do Criogeniano. A existência desta glaciação global permanece, contudo, controversa, uma vez que vários cientistas contestam a possibilidade geofísica de um oceano completamente congelado, ou as provas geológicas em que a hipótese é baseada.

## História
Sir Douglas Mawson, um geólogo australiano, famoso explorador da Antárctida, gastou grande parte da sua vida a estudar a estratigrafia do Neoproterozóico do sul da Austrália, onde identificou sedimentos glaciares que o levaram a especular a possibilidade da glaciação global.
A sua ideia, no entanto, baseou-se no pressuposto falso de que a posição geográfica da Austrália, e por conseguinte a dos outros continentes onde foram descobertos depósitos glaciares, se tinham mantido constantes desde sempre. Com a hipótese da deriva continental, e eventualmente a teoria da tectónica de placas, foi encontrada uma explicação mais fácil para os sedimentos: estes foram depositados enquanto os continentes estavam a latitudes mais baixas.
Em 1964 a ideia da glaciação global reemergiu quando W. Brian Harland publicou um artigo onde apresentava dados paleomagnéticos mostrando que tilitos glaciares na Svalbard e na Gronelândia foram depositados em latitudes tropicais.
Ele afirmava que tinha existido uma idade do gelo tão extrema que resultou na deposição de rochas glaciares marinhas nos trópicos.
Em 1960, Mikhail Budyko, climatologista russo, desenvolveu um modelo climático simples para investigar as consequências no clima global se uma camada de gelo cobrisse o planeta. Usando este modelo, Budyko descobriu que um dos efeitos do avanço da camada de gelo a partir dos pólos seria o aumento do albedo da Terra, o que conduziria a um aumento ainda maior das camadas de gelo até que o planeta estivesse completamente coberto por gelo, atingindo o equilíbrio do albedo.
Concluiu, assim, que este era um cenário impossível de ter acontecido, pois uma vez o equilíbrio estabelecido, não oferece hipótese de escapatória.
O termo Terra bola de neve foi criado por Joseph Kirschvink, professor de geobiologia no Instituto de Tecnologia da Califórnia, num trabalho publicado em 1992 sobre a biologia do Proterozóico.
As maiores contribuições deste trabalho foram:
- o reconhecimento de que a presença de formações com bandas de ferro é consistente com a hipótese Terra bola de neve
- a introdução de uma solução de escapatória para a hipótese - a acumulação de CO2 proveniente de vulcanismo, que originaria um ultra efeito de estufa.

O interesse na teoria Terra bola de neve aumentou substancialmente após Paul F. Hoffman, professor de geologia na Universidade Harvard e os seus co-autores aplicaram as ideias de Kirschvink a uma sucessão de sedimentos do Neoproterozóico da Namíbia, tendo os resultados sido publicados na revista Science em 1998.
Muito aspectos da teoria permanecem  controversos e esta está a ser debatida sob os auspícios do International Geoscience Programme (IGCP) Project 512: Neoproterozoic Ice Ages.

## Evidências
A hipótese Terra bola de neve foi originalmente proposta para explicar a presença de vestígios de glaciares a latitudes tropicais.  Modelos sugerem que assim que o gelo se espalhasse até 30º acima do equador, o albedo provocaria um feedback positivo que iria resultar num avanço do gelo até ao equador.
Assim sendo, a presença de vestígios de gelo nos trópicos apontava para a hipótese Terra bola de neve.
Importante para a avaliação da validade da teoria é a compreessão da credibilidade e significado das provas que levaram os cientistas a acreditar que o gelo chegou aos trópicos. Estas provas devem demonstrar duas coisas:
1. que a jazida que contém estruturas sedimentares só poderia ter sido criada pela actividade glaciar;
2. que a jazida se encontrava nos trópicos na altura da sua deposição.

Durante um período de glaciação global, deve também ser demonstrado que:
3. os glaciares estavam activos em diferentes localizações no globo ao mesmo tempo e que não existiam outros depósitos do mesmo tempo sem serem glaciares.
Este ponto é muito difícil de ser provado. Antes do Ediacarano, os marcadores bioestratigráficos normalmente usado para fazer corresponder rochas estavam ausentes.  Assim sendo, não há maneira de provar que rochas de diferentes locais por todo o globo foram depositados ao mesmo tempo. A única opção é estimar a idade das rochas usando datação radiométrica, a qual nos dá uma precisão de ± 1 milhão de anos.

### Palaeomagnetismo
Quando as rochas sedimentares se formam, os minerais magnéticos na sua composição alinham-se com o campo magnético terrestre, sendo assim possível estabelecer a latitude onde foram formadas. Estudos nesta área indicam que alguns sedimentos de origem glaciar do Neoproterozóico foram depositados a 10º do equador,
apesar da sua precisão ser questionável.
Não se sabe até que ponto estes estudos implicam uma glaciação global, ou a existência de regimes glaciares localizados.

### Depósitos glaciares de baixa latitude
Rochas sedimentares que são depositadas pelos glaciares têm características únicas que permitem a sua identificação. Muito antes da hipótese Terra bola de neve ter sido formulada, muitos sedimentos do Neoproterozoico foram interpretados como tendo origem glaciar, incluindo alguns aparentemente a latitudes tropicais na altura da sua deposição. Contudo, vale a pena relembrar que muitas características sedimentares tradicionalmente associadas com glaciares podem também ser formadas por outros meios.
No entanto, a origem glaciar de muitos dos acontecimentos chave da Terra bola de neve foi contestada.
As provas da origem glaciar dos sedimentos são:
- Clastos caídos (pedras que se desprendem dos seus sedimentos), que podem ser depositadas por glaciares ou fenómenos semelhantes.[16]
- Varves (camadas de sedimentos em lagos periglaciares), que se podem formar a altas temperaturas.[17]
- Estrias glaciares (formadas por clastos caídos contra a rocha por baixo da glaciar): estrias similares são formadas de tempos a tempos por avalanches de lama ou movimentos tectónicos.[18]
- Diamictites (conglomerado com uma grande variedade de clastos). Originalmente descritos como till, a maioria era de facto formada por fluxos de detritos.[12]

### Depósitos feitos a mar aberto
Alguns depósitos formados durante a Terra bola de neve aparentemente só podiam ter sido formados na presença de um ciclo hidrológico activo. Faixas de depósitos glaciares com centenas de metros de espessura separados por finas faixas de depósitos não-glaciares, demonstram que os glaciares se derreteram e voltaram a formar repetidamente   oceanos solidos não permitiriam esta escala de deposição.
É possível que correntes de gelo como as da Antártida dos dias de hoje pudessem ser responsáveis por estas sequências de faixas. Para além disso, marcas de ondas e indicadores de actividade fotossintética, podem ser encontrados em sedimentos que datam do período da Terra bola de neve. Apesar destes poderem fazer parte de oásis de água numa terra completamente congelada,
modelos informáticos sugerem que grandes áreas de oceano tenham permanecido sem gelo devido ao facto de uma Terra completamente gelada não ser plausível em termos de balanço energético.

### Rácios de Isótopos do Carbono
Existem dois isótopos estáveis do carbono no mar: o carbono-12 e o raro carbono-13, que perfaz cerca de  1 109% de todos os isótopos de carbono.
Processos bioquímicos, como por exemplo a fotossíntese, tendem a usar o carbono-12, mais leve. Os seres vivos fotossintéticos marinhos, os protistas e as algas, enfraquecem ao usar o carbono-13. Assim sendo, um oceano com esses seres vai ter um maior rácio carbono-12/carbono-13 do que um oceano sem semelhantes criaturas. Os componentes orgânicos dos sedimentos litificados permanecem com o carbono-13 para sempre.
Durante o período da Terra bola de neve há um rápido e brusco decrescimento de carbono-13 para carbono-12.
Estes dados estão em concordância com a teoria, pois o frio teria matado a maioria dos seres aquáticos — embora outros mecanismos, como a libertação de clatratos, pudesse causar efeitos semelhantes. Uma análise detalhada do "timing" dos picos de carbono-13 em sedimentos por todo o globo permite-nos reconhecer quatro ou mesmo cinco eventos glaciares no Neoproterozoico tardio.

### Formações com bandas de ferro

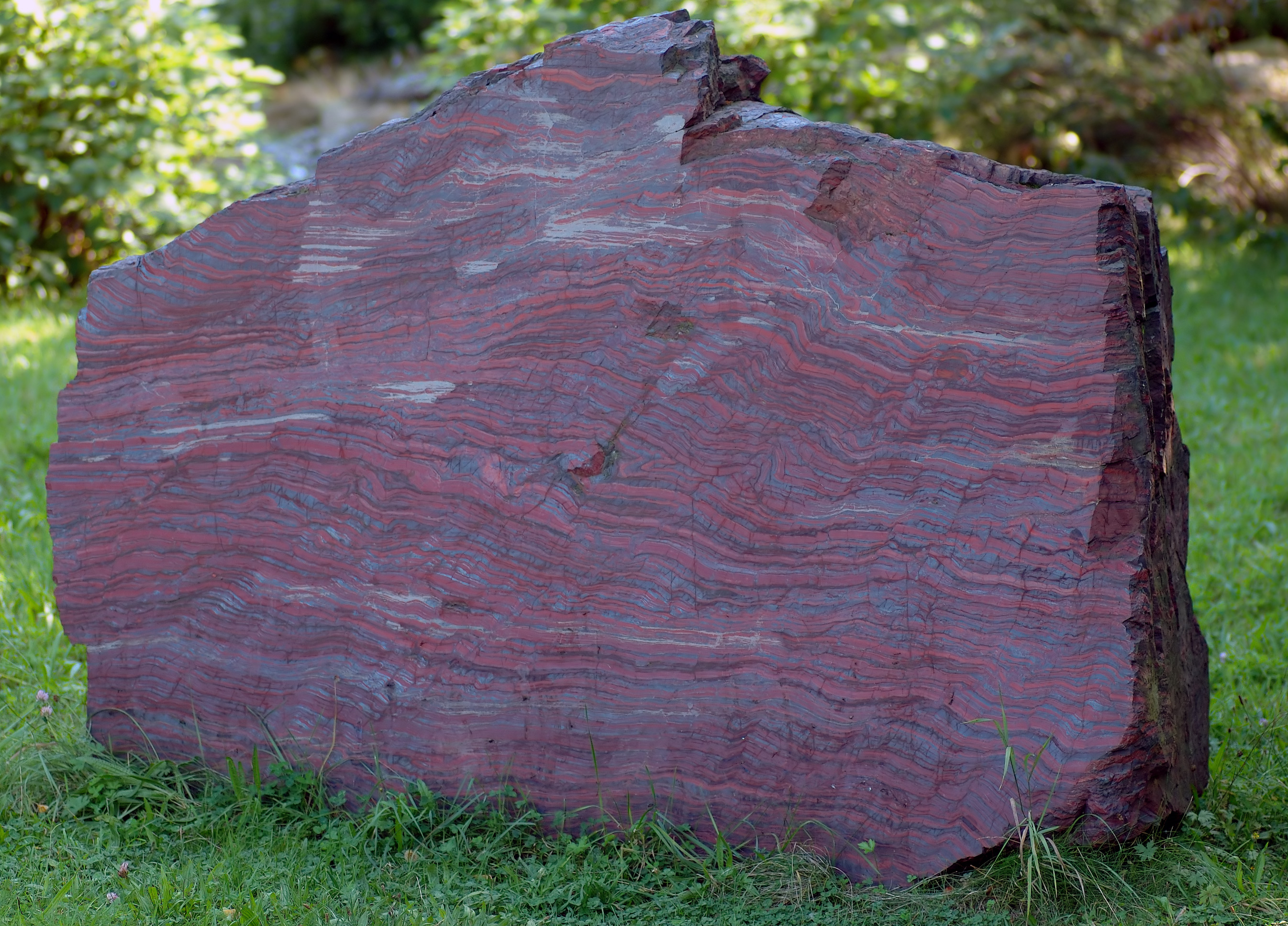
Rochas apresentando bandas de ferro com 2.1 biliões de anos.

Formações com bandas de ferro são rochas sedimentares com camadas de óxidos de ferro e sílex. Na presença de oxigénio, o ferro oxida e torna-se insoluvel em água. Estas formações são normalmente muito velhas e a sua deposição estás muitas vezes relacionada com a oxidação da atmosfera da Terra durante o Paleoproterozoico, quando o ferro dissolvido no oceano entrava em contacto com oxigénio produzido fotossinteticamente e precipitava sob a forma de óxido de ferro.
As bandas foram produzidas durante o ponto de desequilíbrio entre o oceano anóxico e o oxigenado. Estas formações já não são produzidas naturalmente - a nossa atmosféra rica em oxigénio (21% do volume) em contacto com o oceano deixou de formar óxidos de ferro. As últimas formações depositadas depois do Paleoproterozóico (há cerca de 1.8 biliões de anos atrás) estão associadas com depósitos glaciares do Criogeniano.
Para que estas rochas ricas em ferro fossem depositadas teria de haver falta de oxigénio no oceano, de maneira a que muito ferro dissolvido se pudesse acumular antes de encontrar um oxidante que o precipitasse como óxido de ferro III. Para o oceano se ter tornado anóxico deve ter limitado a troca de gás com a atmosféra oxigenada. Os proponentes da hipótese defendem que a reaparição das bandas nos sedimentos é o resultado de níveis limitados de oxigénio num oceano selado por gelo,
enquanto que os oponentes argumentam que a raridade das bandas pode significar que tenham sido formadas em mares interiores. Estando isolados dos oceanos, estes lagos podem ter sido anóxicos e estagnados a partir de certa profundidade, como o actual mar negro
Outra dificuldade está em sugerir que as bandas de ferro marcaram o fim da glaciação, pois são encontradas juntamente com sedimentos glaciares.

### Carbonatos de capa

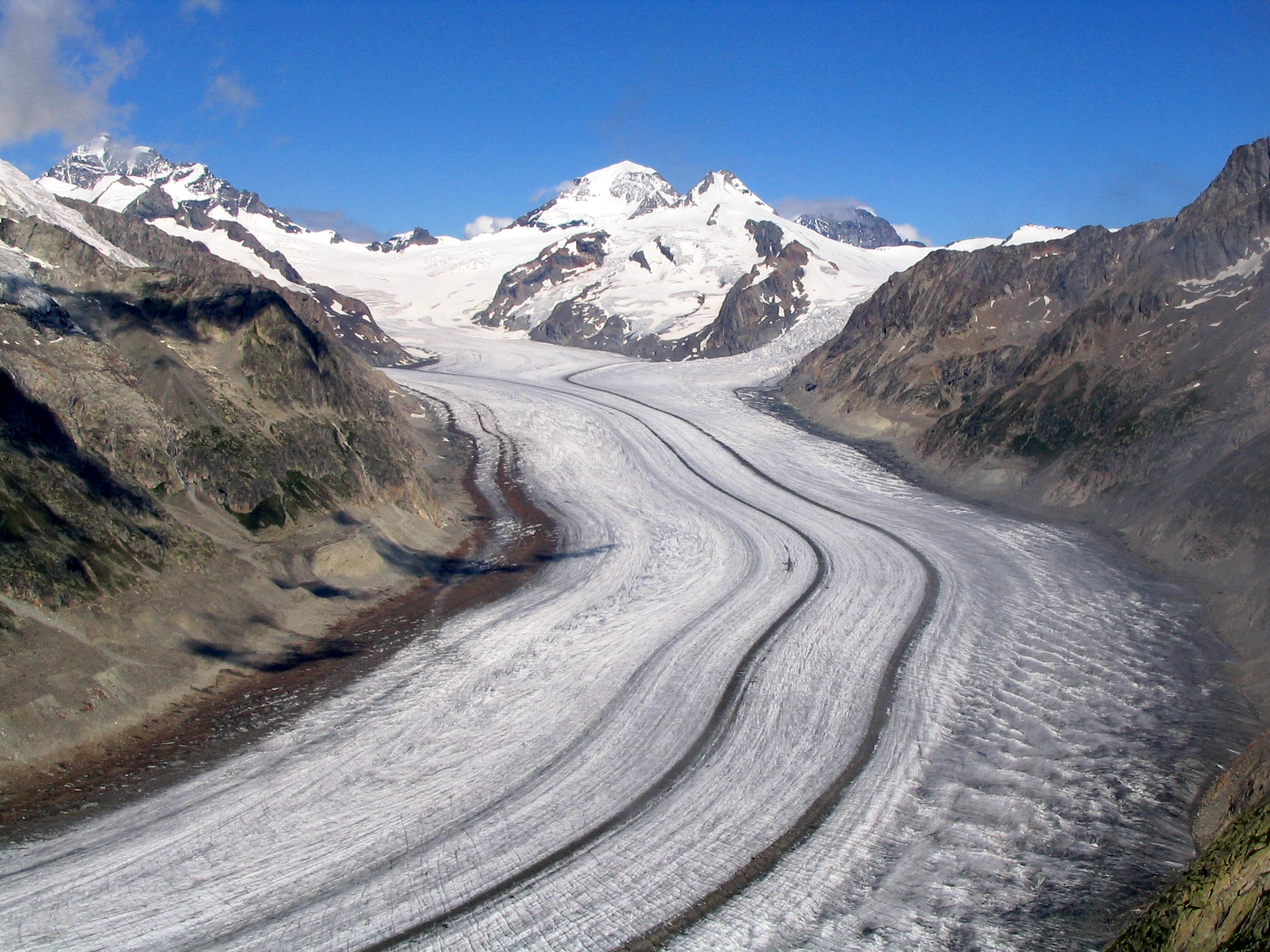
Um glaciar actualmente.

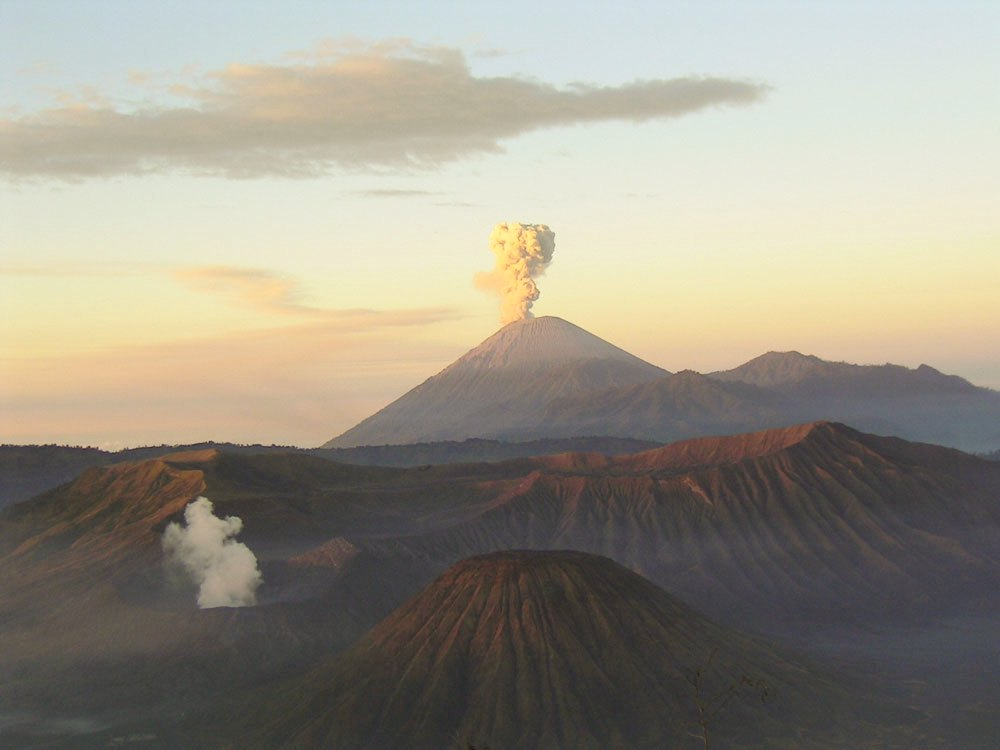
Os vulcões podem ter tido um papel importante na libertação de CO_{2}, o que possivelmente levou ao fim da Terra bola de neve durante o período Criogeniano.

Perto do topo de depósitos glaciares do Neoproterozóico há normalmente uma camada de vários metros de espessura de calcário ou dolomita.
Estas "capas" de carbonatos por vezes ocorrem em sucessões de sedimentos que não contém carbonatos em mais nenhuma das camadas, fazendo com que estas deposições resultem de uma profunda mudança na química do oceano.
Estas contêm normalmente composição química diferente da usual e estranhas estructuras sedimentares que são muitas vezes interpretadas como marcas de ondas.
A formação destas rochas sedimentares pode ser causada por um grande influxo de catiões, que podia ter sido gerado por uma rápida meteorização durante o efeito de estufa que se seguiu á Terra bola de neve. A assinatura isotópica δ13C dos carbonatos de capa é perto de -5‰, sendo consistente com o valor do manto   um valor tão baixo pode significar ausência de vida, uma vez que a fotossíntese aumenta o valor. Como alternativa, a libertação de depósitos de metano pode ter baixado a assinatura, e contrariado os efeitos da fotossíntese.
O mecanismo envolvido na formação das capas de carbonatos ainda não é totalmente compreendido, mas a explicação mais aceite é a de que quando o gelo da Terra bola de neve derreteu, a água teria dissolvido o abundante CO2 da atmosfera para formar ácido carbónico, o qual iria precipitar sobre a forma de chuva ácida, isto iria expor rachas de silicato e carbonato, libertando grandes quantidades de cálcio, o qual uma vez em contacto com o oceano formaria camadas de rochas sedimentares de carbonato. Um sedimento evidenciando carbonatos de capa abióticos pode ser encontrado no topo do tilito glaciar que deu origem á hipótese da Terra bola de neve.
Contudo há alguns problemas com a designação de uma origem glaciar dos carbonatos de capa. As altas concentrações de CO2 na atmosfera tornaria o oceano ácido, o qual iria dissolver quaisquer carbonatos que contivesse. Para mais, a espessura das camadas dos carbonatos de capa é muito maior que a que podia ser produzida através da deglaciação.

### Mudança de acidez no oceano
Isótopos do boro sugerem que o pH do oceano caiu dramaticamente antes e depois da Terra bola de neve do Marinoano, uma das maiores idades do gelo.
Estes factos indicam que houve uma acumulação de CO2 na atmosféra, que se iria dissolver nos oceanos e fabricar ácido carbônico.

### Poeira espacial
A superficie terrestre tem muito pouco irídio, o qual se encontra normalmente no núcleo da Terra. A única fonte deste elemento são partículas cósmicas que chegam à Terra. Durante a Terra bola de neve, o irídio acumular-se-ia nos lençóis de gelo e quando estes derretessem passaria para os sedimentos, tornando-os ricos neste elemento.
Os carbonatos de capa são ricos em irídio, o que tem evidenciado que o episódio glaciar durou pelo menos 3 milhões de anos,
embora isto não implique uma glaciação global de facto, esta anomalia dos valores de irídio pode ser explicada pelo impacto de um meteoróide.

## A vida durante os períodos gelados

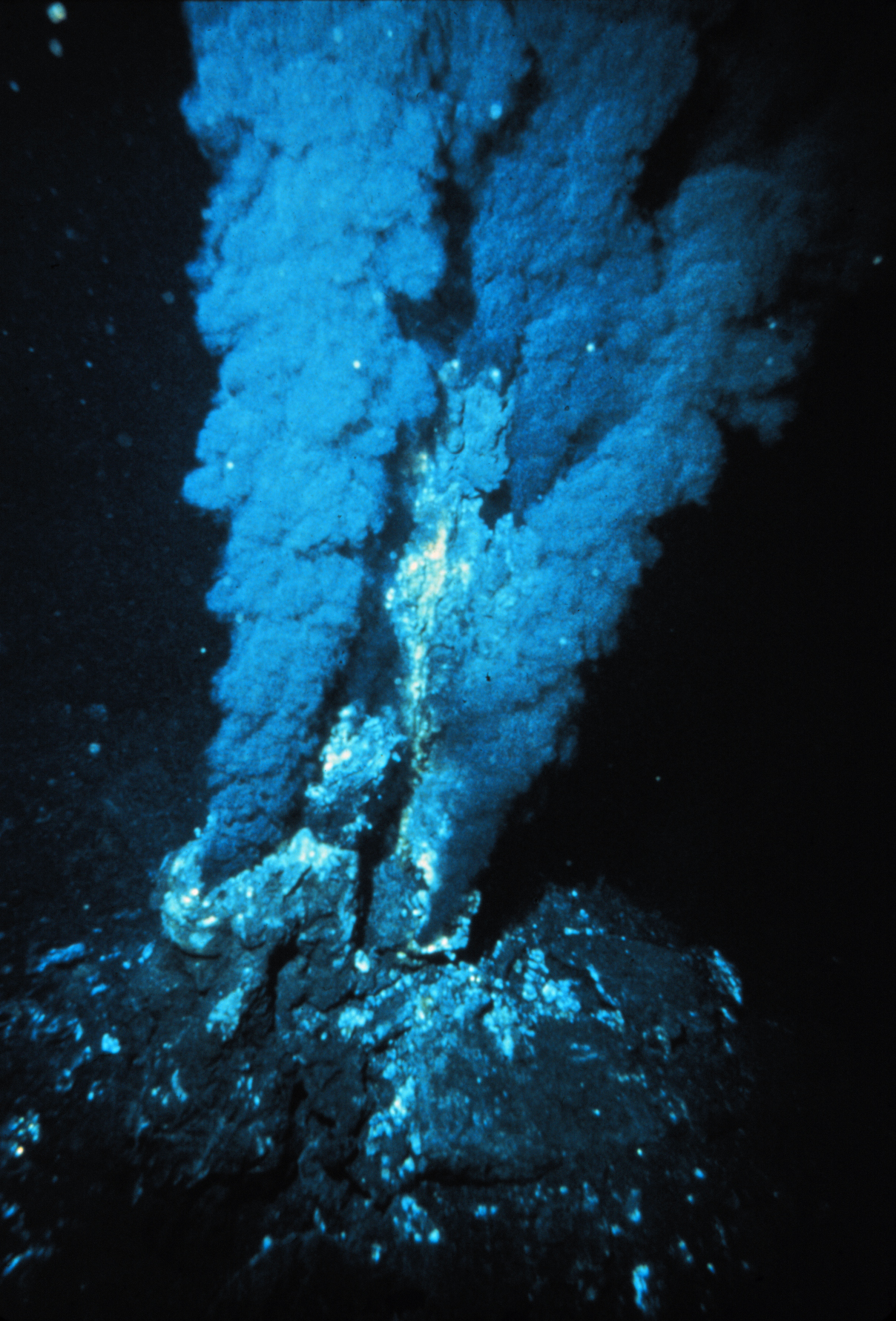
Uma fumarola negra, um tipo de fonte hidrotermal.

Estrutura como os estromatólitos e os oncólitos provam que a vida em ambientes aquáticos de profundidade não sofreu qualquer perturbação. Pelo contrário sobreviveu e desenvolveu complexidade durante este período.
A vida pode ter sobrevivido das seguintes formas:
- organismos anaeróbicos podem ter sobrevivido através da quimiossíntese graças a fontes hidrotermais da crusta oceânica.
- Através de ovos, esporos ou células dormentes, mesmo no gelo.
- Por baixo da camada de gelo, através de processos litotróficos, tal como os que existem actualmente em glaciares, montanhas geladas e no permafrost Ártico. Isto é especialmente plausível em áreas de vulcanismo ou actividade geotérmica.[31]
- Em mares interiores sem gelo provocados pela separação do supercontinente Rodínia, que terão permitido o acesso dos organismos fotossintéticos unicelulares a luz e CO2. O oxigénio formado sustentaria formas de vida dependentes deste gás.
- Em áreas onde ocorre o nunatak, onde picos de montanhas ficam acima do gelo, e podem receber luz solar.
- Em água líquida por entre e por baixo dos lençois de gelo. A fotossíntese verifica-se até 100 metros de gelo, sendo que os últimos modelos apontam para que a espessura de gelo nos trópicos fosse de 10 m.[32]
- Em pequenos oásis de água líquida junto de fontes geotermais como a Islândia actual.[33]

### Consequências na evolução
Alguns cientistas afirmam que devido à Terra bola de neve ter dizimado a número da população das espécies, as populações teriam resultado de um pequeno número de indivíduos (ver efeito fundador). Esta hipótese faria com que a relação parental entre dois indivíduos teria sido excepcionalmente alta. A pressão evolucionária terá sido o suficiente para ultrapassar custos de reprodução para formar um animal complexo, pela primeira vez na história da Terra.
O tamanho e complexidade dos organismos aumentou consideravelmente depois do fim das glaciações da Terra bola de Neve. Este desenvolvimento pode ter resultado de pressões evolutivas resultantes da alternancia entre ciclos frios e quentes juntamente com o aumento de nutrientes e de oxigénio.
Curiosamente, um período glaciar terá acabado poucos milhões de anos antes de se ter dado a Explosão Cambriana.

## Ocorrência deTerras bolas de neve

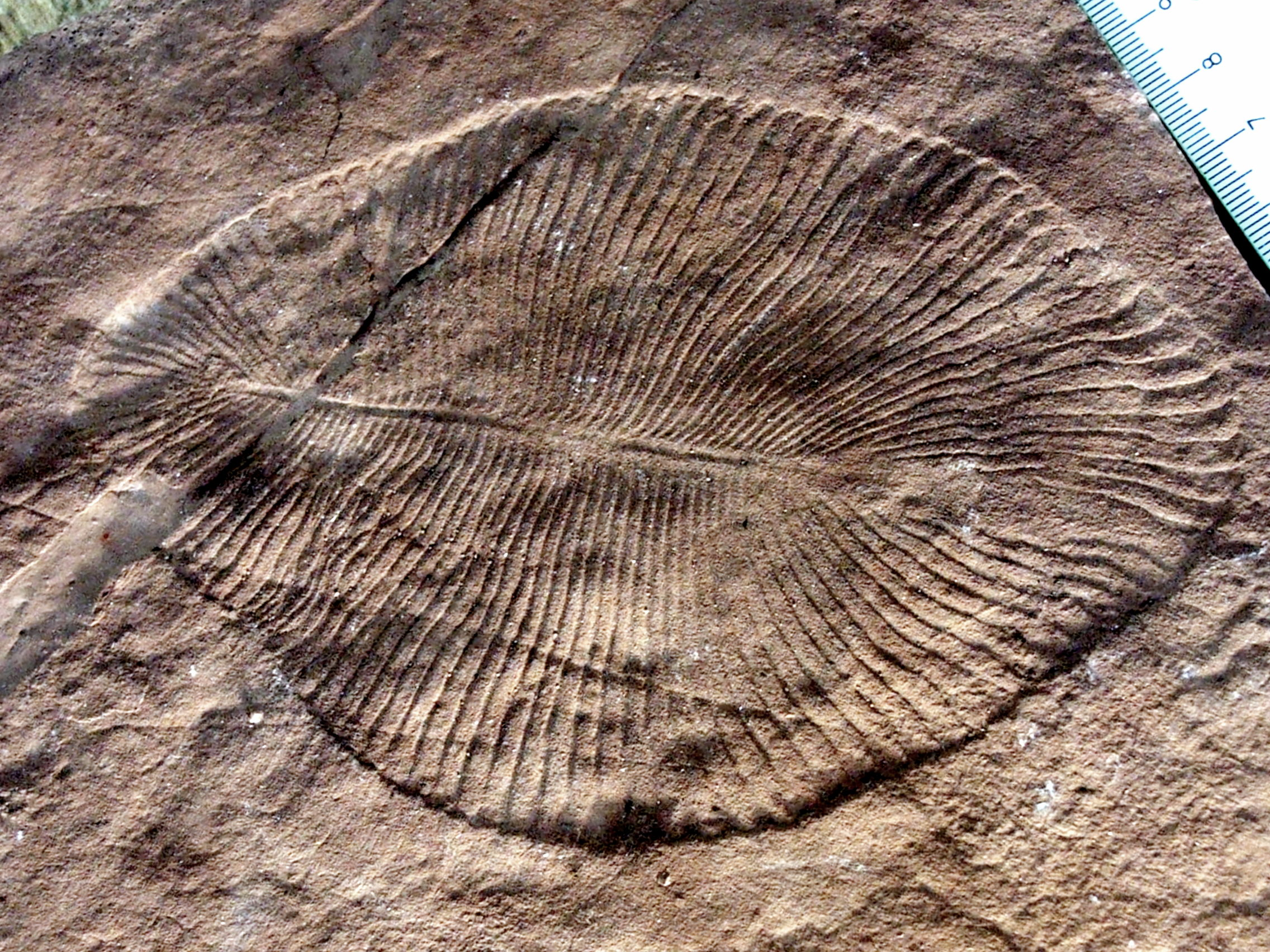
Dickinsonia costata, um organismo do Ediacarano.

### Neoproterozóico
Existem três ou quatro idades do gelo significativas no Neoproterozóico tardio. Destas, as do Marinoano e do Sturtiano foram as mais importantes.
Mesmo Hoffman acredita que a glaciação Gaskiers não levou a uma glaciação global,
apesar de ter provavelmente sido tão intensa quanto a glaciação tardi-ordovícica. A situação da "glaciação" Kaigas ainda não é certa - alguns estudiosos não a reconhecem como glaciação enquanto outros pensam que pode ter sido a terceira idade do gelo.
Foi certamente menos significativa que as duas anteriores, e provavelmente não foi um evento global.

### Paleoproterozóico
A hipótese tem sido utilizada para explicar os depósitos glaciares do Huroniano do Canadá apesar das evidências paleomagnéticas que propõem lençóis de gelo a baixas latitudes ser contestada.
Os sedimentos glaciares da formação Makganyene na África do Sul são um pouco mais novos do que os sedimentos do Huroniano (~2.25 biliões de anos) e foram depositados a latitudes tropicais.

### Idade do gelo de Karoo
Antes da teoria da deriva continental, depósitos glaciares do Carbonífero, em áreas tropicais como a Índia e a América do Sul, fizeram os cientistas especular sobre a possibilidade da idade do gelo de Karoo ter chegado aos trópicos. No entanto, a reconstrução do supercontinente Gondwana mostrou que o gelo nessa época só fazia parte dos polos.